# 恰瓦爾
恰瓦爾（波斯語：چوار，羅馬化：Chavār）是伊朗的城市，位於該國西部札格羅斯山脈西部，由伊拉姆省負責管轄，距離首府伊拉姆市10公里，海拔高度970米，2016年人口5,831。